# Ambonus distinctus
Ambonus distinctus là một loài bọ cánh cứng trong họ Cerambycidae.